# Confederazione Generale dei Sindacati Autonomi dei Lavoratori
Die  Confederazione Generale dei Sindacati Autonomi dei Lavoratori (CONF.S.A.L.) ist ein 1979 gegründeter italienischer Gewerkschaftsbund. Er entstand aus einer Fusion der seit vielen Jahren existierenden SNALS und UNSA. Er gehört dem europäischen Gewerkschaftsbund CESI an, dessen Mitgliedsorganisationen nicht sozialistisch sind.